# خوليو سيزار غونزاليس
خوليو سيزار غونزاليس (بالإسبانية: Julio César González)‏ مواليد 30 يوليو 1976 في باها كاليفورنيا سور، المكسيك - الوفاة 10 مارس 2012 في باها كاليفورنيا سور، المكسيك، كان ملاكم مكسيكي سابق صنّف ضمن فئة وزن خفيف الثقيل. حقق بطولة منظمة الملاكمة العالمية. سبق أن شارك في دورة الألعاب الأولمبية الصيفية.

## إحصائيات
خاض خلال مسيرته 49 نزالا، فاز في 41 وتعادل في 0 وخسر في 8. فاز بالضربة القاضية في 25 نزالا.

## روابط خارجية
- خوليو سيزار غونزاليس على موقع بوكس ريك (الإنجليزية) (registration required)
- خوليو سيزار غونزاليس على موقع أوليمبيديا (الإنجليزية)